# Janczary

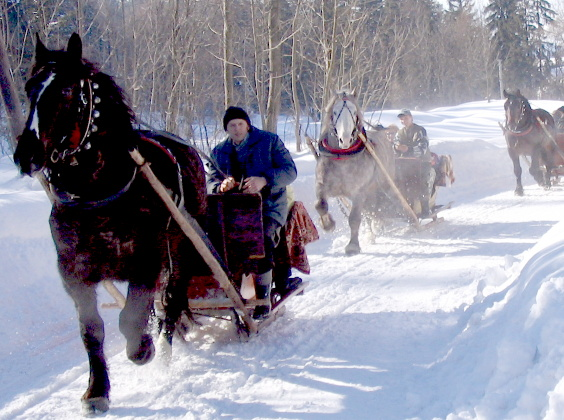
janczary na uprzęży w kuligu w Gorcach

Janczary – rodzaj instrumentu muzycznego z grupy idiofonów, w postaci niewielkich dzwoneczków. Klasyczny sposób ich użycia polega na przywiązaniu ich do uprzęży końskiej, skutkiem czego zaprzęg biegnąc wywołuje charakterystyczny dźwięk w rytm końskich kroków.
Janczary, w gwarze podhalańskiej nazywane też turlikami, stosowane bywają nadal, szczególnie na Podhalu, zazwyczaj przy okazjach paradnych przejazdów z okazji wesel i innych uroczystości, albo dla turystów.
Janczary jako instrument muzyczny wykorzystywany podczas koncertów umocowane są na uchwycie w postaci drewnianej pałki, na której znajduje się najczęściej 12 lub 25 dzwoneczków.